# San Luis (Aurora)
San Luis é um município de  segunda classe de renda municipal (d) na província Aurora, nas Filipinas. De acordo com o censo de 1 de maio  de  2020 possui uma população de 29 824 pessoas e 6 930 domicílios.